# サンダーバード2号
| サンダーバード2号  |               |
| 全長               | 76.20m        |
| 全幅               | 54.86m        |
| 全高               | 18.29m        |
| 着陸脚伸高時最大高 | 33.53m        |
| 本機重量           | 406t          |
| 最大積載重量       | 100t          |
| 最大速度           | 時速約8,000km |
| 最大上昇限界点     | 約30,000m     |
| 動力源             | 原子炉        |

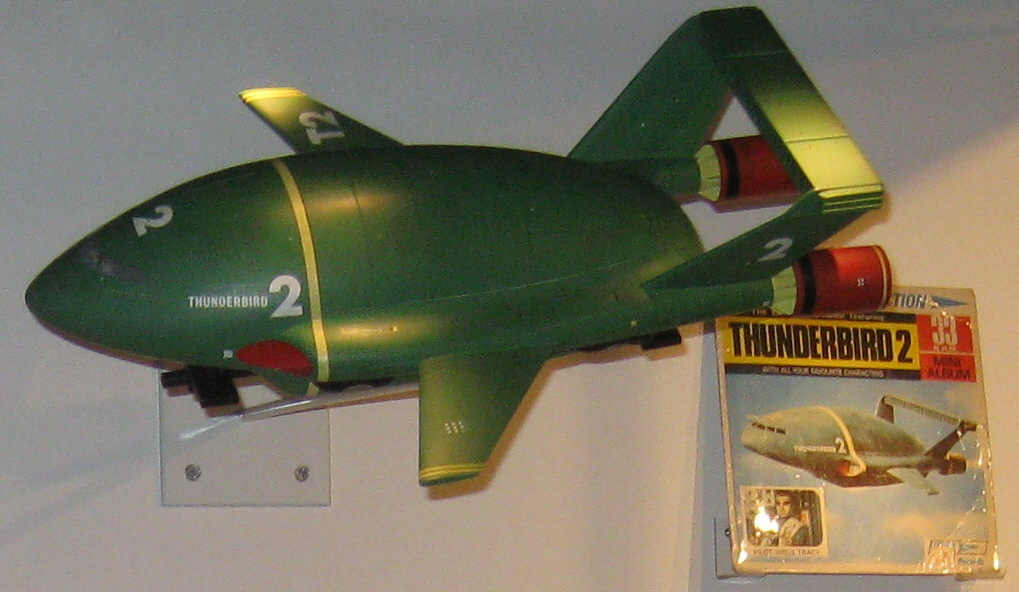
ブラッドフォードのNational Science and Media Museum（国立メディア博物館）で展示されているサンダーバード2号

サンダーバード2号（サンダーバード2ごう）は、SF人形劇『サンダーバード』に登場する架空の超音速有人原子力輸送機（原子力推進機）である。メインパイロットは、トレーシー一家の三男バージル・トレーシー。機体色は濃緑色がベース。
作品に登場する多くのメカの中でもジェットモグラと双璧を成すほどに人気が高く、日本国内でも多くのグッズの商品化が行われた。

## 機体解説
救助活動に必要な装備を輸送するための大型輸送機。先行発進したサンダーバード1号等の指令により、カテゴリー別に必要装備、機材をあらかじめ搭載したコンテナポッドを発進時に適宜換装することで、出動時間を短縮している。
機体自体が揚力を生み出すリフティングボディと、安定揚力を得る為の前進翼、VTOL機能を採用。ただし、リフティングボディは後付設定であるため、コンテナを外して胴体に大きな穴が開いた状態でも問題なく飛行している。
巨大機、高重量ながら高速、安定飛行を実現する。なお、コンテナポッドを外した状態でも飛行可能である。設定上の大きさは全長、全幅、全高ともに実在する巨大機のボーイング747に非常に近く数メートル異なるだけであるが、実在の飛行機とは比べ物にならないほど胴体が太く、相対的に翼は小さい。そのためリフティングボディという設定が後付された。
本機には輸送機としての機能だけでなく、救助活動拠点のための様々な設備が搭載されている。
- 簡易宿泊施設（乗員用）
- 簡易研究所（同施設を搭載したコンテナポッドもある[注 2]）

その他、護衛用のミサイルポッド（コクピット後部上面）、周囲監視用のビデオカメラ（機首）、ワイヤーガン、ウィンチ式耐熱救助用ケージ、電磁式捕獲クレーン（以上コクピット下部）等が装備されている。これらを活用する事で、同機自体を用いた救助活動を行う場合もある。さらに劇場版『サンダーバード6号』では、コクピット下からマシンガンを出し、敵アジトを跡形もなく破壊した。

## コンテナポッド
本機の一番の特徴は、換装可能なコンテナポッドである。コンテナポッドの底面にはドラム缶のような滑走用の車輪が配されており、発進時の移動はこれを使用する。
コンテナポッドは使用用途、搭載機材やメカニックごとに6つのポッドがあらかじめ準備されており、カテゴリーごとにナンバリングされている。
- ナンバー1：火災対応（書籍等によっては軽土木機器用と紹介される場合がある）
- ナンバー2：大型クレーン（同じく、災害地からの避難民救護用と紹介される場合あり）
- ナンバー3：航空機事故対応または中型土木機器
- ナンバー4：水上及び水中救助（サンダーバード4号を常時搭載）
- ナンバー5：重土木機器（ジェットモグラ等）、サンダーバード6号
- ナンバー6：予備コンテナ（サンダーバード4号、トンネル探索車が発進したことがある）

これらのコンテナポッドは、本機に電磁式にロックされ、現場まで輸送される。
発進前の換装および現場陸上での展開の際には伸縮式の着陸脚が伸びることで機体をリフトアップする。水上では一定高度からそのまま投下することもある（番組初期。中期以降は2号が海面近くまで降下してから投下していた。なお、水上からの回収は映像化されていない）。
リフトアップ後はコンテナ前面の扉が傾倒することで、コンテナ内のメカニックの発進スロープを兼ねる。なお、ナンバー4を除き、扉は後面にもある。

## 発進シークエンス
国際救助隊本部（トレーシー島）からは、偽装された小型飛行機用の滑走路と隠蔽式の発射台を使用して発進。
- 発進指令を受けたパイロットは、トレーシー邸のラウンジに偽装された本部指令所の月面ロケットの絵の壁面（スロープを形成するように縦回転傾倒）を使用して頭から滑り落ち、スロープ滑走ベッドに移動。
- 途中でベッドが反時計回りに横1/4回転することで進行方向を変化、体勢を逆転させ足元を先にスロープを滑り落ち、格納庫内の本機コクピットへ移動。スロープ最下端が変形しパイロット席となる。劇場版では、ベッドが回転しながら沈むタイプに変更されている。
- パイロットがコクピットに着くと、機体を起動させ舵を手元に引き出す。この時点では2号本体の機体はリフトアップされた状態であり、地平面レベルのコンテナポッドを乗せた移動式の台が横方向にくぐるように移動する事で出動用ポッドを準備する。劇場版では、コクピットに着いたと同時に機体の電源が入り、椅子が前に移動される形式に変更されている。
  - コンテナポッド装着シーンのセットにはサイズ等の矛盾が確認できる。ポッド移動時にはポッドが実機の着陸脚につっかえてしまう筈であり、装着時には主翼が左右のポッドに接触してしまうことになる。しかし、カット割り等でそうした矛盾を感じさせない様に見せている。なお、設定ではポッド後部が伸縮する上、装着時に本機が降下する際、両翼が他ポッドに接触しないように間隔が調整されるが、映像化されていない。
- 必要となるコンテナポッドが本機下に準備されると着陸脚を収納し、換装が完了。
- 格納庫の扉が沈降して滑走路へ進み、隠蔽式発射台を経て離陸。
  - 国際救助隊の活動は秘密とされているので、滑走路及び格納庫には以下のような偽装が施される。
    - 格納庫出入り口は、沈降式の岩壁にて隠蔽。
      - 通常の出入り口が用意されているが、もちろん格納庫内には通じていない。

    - 発着可能機体をかく乱するために、滑走路の幅は本機接地幅ぎりぎり。滑走路直脇にはヤシの木を植えてある。
      - 本機が通過する際にヤシの木が養生プラントごと外側に倒れるため、通過可能（このヤシは消火設備も兼ねている）。

    - 滑走路の距離が短い。
      - 滑走路の先端の一部が斜めにせり上がりスキー・ジャンプ型発射台を、その付け根も斜めに開きジェット・ブラスト・ディフレクターを形成する[注 6]。発進には本機のメインエンジンを使用し、外部動力を介さない。

以上の複雑な行程を約2分以内に完了する。

## リメイク版スペック

### 2004年版
機体全体が丸みを帯び、左右インテークや後部ノズルが一体化し、主翼の位置が後ろになっている。また、コンテナは複数の小さなものをまとめて搭載する。
格納庫から出る時は自走せず、2号本体と同色のトレーラーに載ってカタパルトまで移動する。その際ヤシの木は同時ではなく個別に倒れる。発進位置でトレーラーを固定、以降はオリジナル版と同様となる。
- タイプ - 救助貨物船
- 全長 - 150フィート
- 翼幅 - 110フィート
- 重量 - 406トン
- 最大速度 - 5,000 MPH

### ARE GO版
大型輸送機。操縦者の左腕のコントローラーにより外部からの無線操縦が可能であり、天井部のハッチが手動で楽に開閉できる構造であるため、輸送だけでなく救助活動にも活用される。落雷等で操縦不能に陥った際は、コンテナ内のポッドモジュールのコアを予備操縦系統として使える。水上から4番コンテナを回収する際にはワイヤーを使用する（このワイヤーは、重量物吊り上げにも使用される）。形状的には機体側部吸気口から尾翼付根までの推進機構部が角張った物になっている。
コンテナポッドについては
- 1番:火災用(低周波数消化器、冷凍銃など)
- 2番:Podモジュール(シーズン3からはEarthPodsと呼ばれるものも登場)
- 3番:電磁フック(大型クレーン)(救出用キャリアーも搭載)
- 4番:サンダーバード4号
- 5番:燃料補給
- 6番:予備用
- (1番Podのみ、他のポッドのように前側が開く機構になっておらず、上下に半分ずつスライドするような機構になっている。見た目も異なる)

なお、旧作で明示されなかった格納庫内のコンテナ間隔調整機構は廃止され、その代りに本機の主翼を上方に折り畳む機能が追加された。また、偽装滑走路のヤシの木は路面自体に真の滑走路を隠匿する機能が付加されたため、路面ごと外側に展開する。発進定位置で滑走停止して折り畳んでいた主翼を水平位置に展開し、以後は旧作と同様の発進シークエンスとなる。
- 用途 - 補助機輸送（AUXILIARY EQUIPMENT TRANSPORT）
- 最大速度 - 5,000 MPH
- 最大高度 - 100,000フィート
- 最大積載量 - 最大100トン
- 機器 - カヘリウム製フレーム、POD作業場、電磁石ケーブルランチャー
- 全長 - 48m 全幅31m 全高13m(筆者が写真などで独自に調査、正確ではない)

## その他
航空機メーカーのエアバスが「分離式客室」の特許を取得した際、『「サンダーバード2号」のような機体』と評された事がある。効率化が可能になるようだが空港側にもそれに応じた設備が必要になる。